# 科洛馬鎮區 (伊利諾伊州懷特塞德縣)
科洛馬鎮區（英語：Coloma Township）是位於美國伊利諾伊州懷特塞德縣的一個行政鎮區。

## 地方資料
根據2010年美國人口普查的數據，科洛馬鎮區的面積為29.00平方千米，當中陸地面積為26.00平方千米，而水域面積為3.00平方千米。當地共有人口10907人，而人口密度為每平方千米376.1人。